# Zijad Abu Ajn

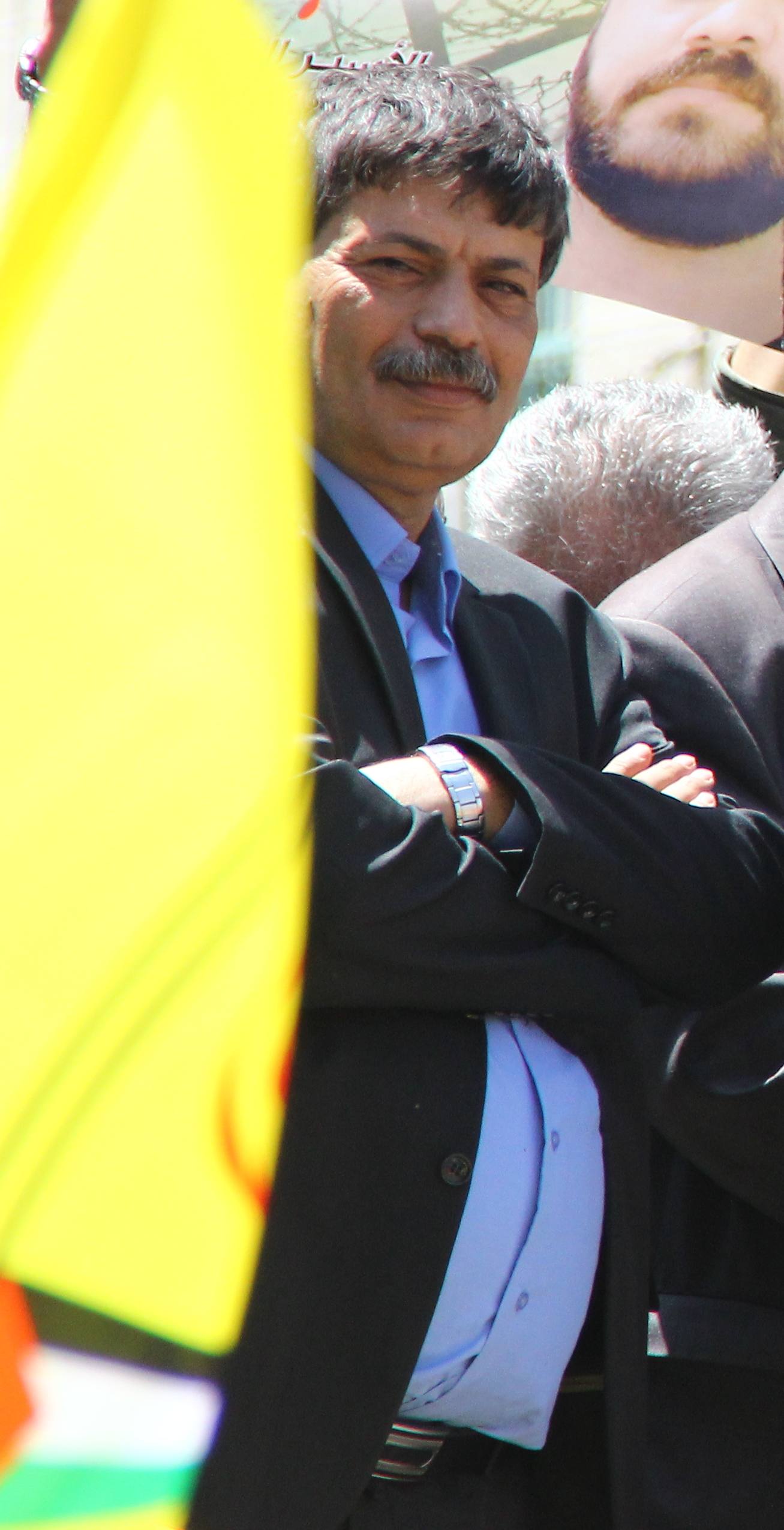
Zijad Abu Ajn w 2011

Zijad Abu Ajn (arab. ‏زياد أبو عين‎; ur. 1959, zm. 10 grudnia 2014) – palestyński polityk, działacz al-Fatahu, minister, wielokrotnie więziony przez władze izraelskie.

## Życiorys
Abu Ajn był działaczem al-Fatahu. Miał powiązania z Marwanem al-Barghusim, jednym z przywódców tej organizacji, aresztowanym w 2002 i skazanym na pięciokrotne dożywocie oraz 40 lat więzienia; al-Barghusi ukrywał się w domu Abu Ajna w Ramallah. Przed pierwszą intifadą Abu Ajn regularnie występował w izraelskiej telewizji, uczestnicząc w dyskusjach o polityce. W rządzie Autonomii Palestyńskiej w latach 2003–2012 był wiceministrem spraw więźniów. We wrześniu 2014 prezydent Mahmud Abbas mianował go ministrem ds. muru i osadnictwa, Abu Ajn został też przewodniczącym działającej w ramach Organizacji Wyzwolenia Palestyny Komisji Przeciwko Murowi Separacji i Osiedlom.
Po raz pierwszy Abu Ajn został aresztowany przez władze izraelskie w wieku 18 lat, w 1977. W 1979 został posądzony o udział w zamachu bombowym w Tyberiadzie, w którym zginęło dwóch nastolatków, a 36 odniosło rany. Po tym ataku zbiegł do Stanów Zjednoczonych, gdzie został aresztowany i osadzony w więzieniu w Chicago. W 1981, jako pierwszy Palestyńczyk, został wydany Izraelowi przez władze amerykańskie. Decyzja ta wywołała międzynarodowe protesty, a sam Abu Ajn podjął głodówkę. W 1982 został w Izraelu skazany na dożywocie. Na wolność wyszedł w 1985 w ramach wymiany więźniów, ale już kilka miesięcy później został administracyjnie uwięziony. Podczas drugiej intifady Abu Ajn został w 2002 ponownie osadzony w areszcie administracyjnym.
Abu Ajn zmarł 10 grudnia 2014 w wyniku starć z izraelskim wojskiem, do których doszło w Turmusajji koło Ramallah w związku z protestem przeciwko izraelskiemu osadnictwu. Według Reutersa, minister miał zostać chwycony za kark i pchnięty przez izraelskiego żołnierza, po czym, uciskając klatkę piersiową, upadł na ziemię i stracił przytomność. Z kolei Mahmud Alul, wysoko postawiony członek al-Fatahu, podał, że Abu Ajn miał zostać trafiony kanistrem z gazem łzawiącym. Minister zmarł w drodze do szpitala w Ramallah. Palestyńscy i jordańscy lekarze orzekli, że przyczyną zgonu było zatrucie gazem łzawiącym. Strona izraelska za przyczynę zgonu uznała zaś zawał serca (Abu Ajn chorował na cukrzycę i nadciśnienie). Abu Ajn został pochowany w Ramallah, obok Jasira Arafata. Po śmierci Abu Ajna w muhafazie Ramallah i Al-Bira ogłoszono trzydniową żałobę.
Miał czwórkę dzieci.